# Championnat sud-américain de football de 1920
Navigation
Brésil 1919 Argentine 1921
Le Championnat sud-américain de football de 1920 est la quatrième édition du championnat sud-américain de football des nations, connu comme la Copa América depuis 1975, qui a eu lieu à Valparaíso au Chili du 11 septembre au 3 octobre 1920. 
À cette époque, la toute jeune confédération sud-américaine de football, la CONMEBOL, ne compte que quatre membres : l'Argentine, le Brésil, le Chili et l'Uruguay. Les quatre équipes répondent présents et participent au tournoi. L'Uruguay reprend le titre perdu lors de la dernière édition, devenant ainsi champion pour la troisième fois au cours des quatre premières éditions du tournoi. Contre l'Uruguay, le Brésil enregistre la plus large défaite de son histoire. Ángel Romano est le meilleur buteur aux côtés de son coéquipier José Pérez, avec trois buts, trois ans après son premier titre de meilleur buteur dans la compétition.

## Résultats

### Classement final
Les quatre équipes participantes sont réunies au sein d'une poule unique où chaque formation rencontre une fois ses adversaires. À l'issue des rencontres, l'équipe classée première remporte la compétition.
|   | Équipe    | Pts | J | G | N | P | BP | BC | Diff |
| - | --------- | --- | - | - | - | - | -- | -- | ---- |
| 1 | Uruguay   | 5   | 3 | 2 | 1 | 0 | 9  | 2  | +7   |
| 2 | Argentine | 4   | 3 | 1 | 2 | 0 | 4  | 2  | +2   |
| 3 | Brésil    | 2   | 3 | 1 | 0 | 2 | 1  | 8  | -7   |
| 4 | Chili     | 1   | 3 | 0 | 1 | 2 | 2  | 4  | -2   |

| 11 septembre | Brésil    | 1 | 0 | Chili     |
| 12 septembre | Argentine | 1 | 1 | Uruguay   |
| 18 septembre | Uruguay   | 6 | 0 | Brésil    |
| 20 septembre | Chili     | 1 | 1 | Argentine |
| 25 septembre | Argentine | 2 | 0 | Brésil    |
| 3 octobre    | Uruguay   | 2 | 1 | Chili     |

### Matchs
| 11 septembre 1920                                                                                          | Brésil       | 1 – 0                                                                                        | Chili | Sporting Club (Viña del Mar)                       |                                                    |
| | Alvariza 53e | (0 - 0)                                                                                      |       | Spectateurs : 15 000 Arbitrage : Martín Aphesteguy | Spectateurs : 15 000 Arbitrage : Martín Aphesteguy |
| Kuntz - De María, Martins - Rodrigo, Sisson, Fortes - Zezé I, Constantino, Castelhano, Junqueira, Alvariza | Équipes      | Guerrero - Vergara, Poirier - Elgueta, Toro, Unzaga - Varas, Domínguez, Parra, France, Muñoz |       | Spectateurs : 15 000 Arbitrage : Martín Aphesteguy | Spectateurs : 15 000 Arbitrage : Martín Aphesteguy |

| 12 septembre 1920 | Argentine      | 1 – 1                                                                                               | Uruguay        | Sporting Club (Viña del Mar)                       |                                                    |
| | Echeverría 75e | (0 - 1)                                                                                             | Piendibene 10e | Spectateurs : 17 000 Arbitrage : Francisco Jiménez | Spectateurs : 17 000 Arbitrage : Francisco Jiménez |
| Tesoriere - Cortella, Bearzotti - Frumento, Dellavalle, Uslenghi - Calomino, Libonatti, Badalini, Echeverría, De Miguel | Équipes        | Legnazzi - Urdinarán, Foglino - Ruotta, Zibechi, Ravera - Somma, Pérez, Piendibene, Romano, Cámpolo |                | Spectateurs : 17 000 Arbitrage : Francisco Jiménez | Spectateurs : 17 000 Arbitrage : Francisco Jiménez |

| 18 septembre 1920                                                                                    | Uruguay                                                                  | 6 – 0                                                                                                   | Brésil | Sporting Club (Viña del Mar)                 |                                              |
| | Romano 23e, 60e · Urdinarán 26e (pen.) · J. Pérez 29e, 65e · Cámpolo 48e | (3 - 0)                                                                                                 |        | Spectateurs : 9 000 Arbitrage : Carlos Fanta | Spectateurs : 9 000 Arbitrage : Carlos Fanta |
| Legnazzi - Urdinarán, Foglino - Ruotta, Zibechi, Ravera - Somma, Pérez, Piendibene , Romano, Cámpolo | Équipes                                                                  | Kuntz - Telefone, Martins - Japonês, Sisson, Fortes - Zezé I, De María, Castelhano, Junqueira, Alvariza |        | Spectateurs : 9 000 Arbitrage : Carlos Fanta | Spectateurs : 9 000 Arbitrage : Carlos Fanta |

| 20 septembre 1920                                                                              | Chili       | 1 – 1 | Argentine      | Sporting Club (Viña del Mar)                   |                                                |
|                                                                                                | Bolados 30e | (1 - 1) | Dellavalle 13e | Spectateurs : 16 000 Arbitrage : João De María | Spectateurs : 16 000 Arbitrage : João De María |
| Guerrero - Vergara, Poirier - Elgueta, Toro, Unzaga - Varas, Domínguez, Bolados, France, Muñoz | Équipes     | Tesoriere - Cortella, Bearzotti - Frumento, Dellavalle, Uslenghi - Calomino, Libonatti, Badalini, Lucarelli, De Miguel |                | Spectateurs : 16 000 Arbitrage : João De María | Spectateurs : 16 000 Arbitrage : João De María |

| 25 septembre 1920                                                                                                   | Argentine                      | 2 – 0 | Brésil | Sporting Club (Viña del Mar)                       |                                                    |
| | Echeverría 40e · Libonatti 73e | (1 - 0) |        | Spectateurs : 12 000 Arbitrage : Martín Aphesteguy | Spectateurs : 12 000 Arbitrage : Martín Aphesteguy |
| Tesoriere - Cortella, Bearzotti - Frumento, Presta, Bruzzone - Calomino, Libonatti, Badalini, Echeverría, De Miguel | Équipes                        | Kuntz - Telefone, Martins - Japonês, Sisson, Fortes - Zezé I, Constantino, Castelhano, Junqueira, Alvariza |        | Spectateurs : 12 000 Arbitrage : Martín Aphesteguy | Spectateurs : 12 000 Arbitrage : Martín Aphesteguy |

| 3 octobre 1920                                                                                      | Uruguay                   | 2 – 1                                                                                          | Chili         | Sporting Club (Viña del Mar)                  |                                               |
| | Romano 37e · J. Pérez 65e | (1 - 0)                                                                                        | Domínguez 60e | Spectateurs : 16 000 Arbitrage : Carlos Fanta | Spectateurs : 16 000 Arbitrage : Carlos Fanta |
| Legnazzi - Urdinarán, Foglino - Ruotta, Zibechi, Ravera - Somma, Pérez, Piendibene, Romano, Cámpolo | Équipes                   | Guerrero - Vergara, Poirier - Elgueta, Toro, Unzaga - Varas, Domínguez, Bolados, France, Muñoz |               | Spectateurs : 16 000 Arbitrage : Carlos Fanta | Spectateurs : 16 000 Arbitrage : Carlos Fanta |

| Championnat sud-américain de football de 1920 - Vainqueur Uruguay 3e titre |

## Classement des buteurs
3 buts
- José Pérez
- Angel Romano

2 buts
- Raúl Echeverría

1 but
- Miguel Dellavalle
- Julio Libonatti
- Ismael Alvariza
- Hernando Bolados
- Aurelio Domínguez
- Antonio Cámpolo
- José Piendibene
- Antonio Urdinarán